# Камерницкий, Алексей Владимирович
Алексей Владимирович Камерницкий (14 мая 1926, Москва, СССР — 13 августа 2009, Москва, Россия) — химик, лауреат премии имени М. М. Шемякина (2004).

## Биография
Родился 14 мая 1926 года в Москве.
Отец был репрессирован и умер в лагере, а Алексей воспитывался в семье дяди, известного учёного-зоолога, Сергея Алекссевича Северцова.
В самом конце войны был призван в Советскую армию. участвовал в боевых действиях в составе инженерных частей Второго Белорусского фронта, был награждён орденом Отечественной войны. Участвовал в разгроме Квантунской армии.
После демобилизации окончил химический факультет МГУ (в 1952 году) и всю жизнь проработал в Институте органической химии имени Н. Д. Зелинского РАН.
Умер 13 августа 2009 года.

## Научная деятельность и увлечение кинологией
Вел исследования в области биологии стероидных гормонов, органических соединений, в частности витаминов, регулирующих процессы жизнедеятельности организмов.
Автор нескольких сот научных публикаций, имел более 30 авторских свидетельств и патентов.
Состоял в Московском клубе экслибрисистов, собирал экслибрисы известных книжников.
Был большим специалистом в охотничьем собаководстве, знаток легавых и гончих собак, эксперт всероссийской категории, судья в ринге, на полевых испытаниях и состязаниях.

### Основные труды по химии
- Микробиологическое гидроксилирование 5α-Н-стероидов. / А. М. Турута, Н. Е. Войшвилло, А. В. Камерницкий // Усп. хим., 61:10 (1992)
- Достижения в области физиологически активных веществ ряда ланостерина / И. Г. Решетова, Р. К. Тхапер, А. В. Камерницкий //  Усп. хим., 61:8 (1992)
- Фотохимические методы построения дополнительного четырёхчленного карбоцикла в стероидах / А. В. Камерницкий, В. Н. Игнатов, И. С. Левина //  Усп. хим., 57:3 (1988)
- Реакционная способность и конформация систем с трехчленными гетероциклами, сопряженных с ненасыщенной группировкой / А. В. Камерницкий, А. М. Турута //  Усп. хим., 51:9 (1982)
- Стереохимия реакций нуклеофильного присоединения по карбонильной группе циклических кетонов / А. В. Камерницкий, А. А. Ахрем //  Усп. хим., 30:2 (1961)
- Возможные подходы к экологически щадящим инсектицидам / А. В. Камерницкий, И. Г. Решетова //  Усп. хим., 60:3 (1991)

### Книги по кинологии
- «Полевые испытания охотничьих собак» (совместно с А. Ю. Матушкиным, 2003 год)
- «Охотничье собаководство» (Н. Н. Власов,А. В. Камерницкий,И. М. Медведева, 2005 г.)
- «Охота с собаками на Руси Х-XX век» (2005) — лучший в современной литературе обзор истории охотничьего собаководства

### Другие публикации
- Борок и Морозов в 1942-43 годах / Камерницкий А. В. // Музейные записки (Статьи и доклады Музейного отдела ИБВВ РАН). Вып. 1 — Рыбинск — Михайлов Посад, 2007

## Награды
- Орден Отечественной войны
- Заслуженный деятель науки Российской Федерации (1996)
- Премия имени М. М. Шемякина (совместно с И. С. Левиной, за 2004 год) — за цикл работ «Прегна-D-пентараны-прогестины и антипрогестины»